# Vesa Pöntiö
Vesa Johannes Pöntiö (* 7. Dezember 1967) ist ein ehemaliger finnischer Biathlet.
Pöntiö startete für den Verein Viitasaaren Toverit r.y. seiner Heimatstadt Viitasaari und begann 1986 mit dem Biathlonsport. Er debütierte in der Saison 1991/92 im Biathlon-Weltcup. Obwohl er bis zum Ende der Saison 1996/97 regelmäßig im Weltcup antrat, konnte er nur in seiner letzten Saison in die Punkteränge laufen, er belegte zwei Mal Platz siebzehn in 20 km Einzel-Wettbewerben, das erste Mal bei den zum Weltcup gehörenden Biathlon-Weltmeisterschaften 1997 in Brezno-Osrblie. Diese Wettkämpfe waren gleichzeitig der Höhepunkt seiner internationalen Karriere mit dem siebten Platz in der Staffel, die in der Besetzung Ville Räikkönen, Vesa Pöntiö, Harri Eloranta und Vesa Hietalahti lief. Ebenfalls als Siebzehnter kam er bei der vorletzten Weltcup-Station in Nagano ins Ziel, erneut im Einzelwettbewerb. Diese beiden Top-20-Resultate ergaben mit achtzehn Punkten im Gesamtweltcup Platz 55. Mit finnischen Staffeln erreichte Pöntiö weitere Top-Ten-Platzierungen bei internationalen Wettbewerben, so im März 1994 bei den Europameisterschaften in Kontiolahti mit dem fünften Platz. Auch im Einzel reichte es in seinem Heimatland mit Platz sieben für die Top Ten. Um einen Platz besser kam Pöntiö beim selben Wettbewerb im Februar 1995 in Annecy-Le Grand Bornand bei den Biathlon-Europameisterschaften 1995 ein. Sein letzter internationaler Auftritt war ebenfalls bei Biathlon-Europameisterschaften, 1998 in Minsk-Raubitschy mit Platz 43 in Sprint, Platz 23 im Verfolger und als bestes Ergebnis Platz 21 im Einzelwettbewerb, mit der Staffel platzierte er sich auf Rang acht.
Pöntiö ist Vääpeli der Reserve bei den finnischen Streitkräften. Er startete 1993 in Vermont (USA) – noch als Kersantti – bei den CISM Militär-Weltmeisterschaften, wo er Platz zwei im Biathlon belegte. Darüber hinaus nimmt er regelmäßig an Sportschützen-Wettbewerben teil, sowohl militärisch als Unteroffizier, als auch bei zivilen Veranstaltungen.
National gewann Pöntiö 1997 überraschend die Finnische Meisterschaft in der Verfolgung vor Ville Räikkönen und Paavo Puurunen. Auch nach der Aktivenkarriere blieb er dem Biathlonsport treu und gewann in verschiedenen Altersklassen weitere Landesmeistertitel. Im Jahr 2002 wurde er als bester Biathlet im finnischen Arbeitersportverband ausgezeichnet. Er wohnt in Jämsä.

## Bilanz im Weltcup
Die Tabelle zeigt alle Platzierungen (je nach Austragungsjahr einschließlich Olympische Spiele und Weltmeisterschaften).
- 1.–3. Platz: Anzahl der Podiumsplatzierungen
- Top 10: Anzahl der Platzierungen unter den ersten zehn (einschließlich Podium)
- Punkteränge: Anzahl der Platzierungen innerhalb der Punkteränge (einschließlich Podium und Top 10)
- Starts: Anzahl gelaufener Rennen in der jeweiligen Disziplin

| Platzierung | Einzel | Sprint | Verfolgung | Massenstart | Staffel | Gesamt |
| ----------- | ------ | ------ | ---------- | ----------- | ------- | ------ |
| 1. Platz    |        |        |            |             |         |        |
| 2. Platz    |        |        |            |             |         |        |
| 3. Platz    |        |        |            |             |         |        |
| Top 10      |        |        |            |             | 1       | 1      |
| Punkteränge | 2      |        |            |             | 1       | 3      |
| Starts      | 13     | 12     |            |             | 4       | 29     |

(Daten möglicherweise nicht komplett)